# Sphaerochthonius fungifer
Sphaerochthonius fungifer är en kvalsterart som beskrevs av Sandór Mahunka 1983. Sphaerochthonius fungifer ingår i släktet Sphaerochthonius och familjen Sphaerochthoniidae. Inga underarter finns listade i Catalogue of Life.